# Берковецька вулиця
Беркове́цька ву́лиця — вулиця у Святошинському районі міста Києва, місцевість Берковець. Пролягає від Міської вулиці до кінця забудови. На вулиці розташований найбільший в Києві торгівельно-розважальний центр Lavina Mall.

## Історія
Вулиця виникла у 1970-х роках, у сучасних межах — з 1980 року.